# یوزورو تاچیکاوا
یوزورو تاچیکاوا (انگلیسی: Yuzuru Tachikawa؛ زادهٔ ۲ دسامبر ۱۹۸۱) کارگردان فیلم اهل ژاپن است. وی از سال ۲۰۰۷ میلادی تاکنون مشغول فعالیت بوده‌است. 